# Max Oettli (Fussballspieler)
Max Oettli (* 23. September 1948) ist ein ehemaliger Schweizer Fussballspieler, der unter anderem beim FC Winterthur in der höchsten Schweizer Liga spielte.

## Karriere
Als Spieler der Winterthurer Reservemannschaft drängte sich Oettli für einen Einsatz in der 1. Mannschaft auf. Mit 19 debütierte er dann im September 1967 als Linksaussen gegen den SC Brühl St. Gallen für das Fanionteam. In der Folge konnte sich Oettli in der 1. Mannschaft etablieren und stand auch beim verlorenen Cupfinal am 15. April 1968 gegen den FC Lugano im Einsatz. Nach dem erfolgreichen Aufstieg in die Nationalliga A erhielt Oettli mit Neuzugang Roland Wolf Konkurrenz auf seiner Position, konnte sich jedoch seine Position zurückerkämpfen. Oettli spielte in der ganzen erfolgreichen Phase des Vereins in den 1970er-Jahren für den Verein. Auch wenn er keineswegs Stammspieler war, kam er doch zu regelmässigen Einsätzen in Winterthur. Insgesamt bestritt Oettli 95 Spiele in der höchsten Spielklasse für den FCW und schoss dabei sechs Tore.
1975 wechselte Oettli dann zum FC Gossau, der mit dem FCW-Urgestein Manfred Odermatt zuvor frisch in die Nationalliga B aufgestiegen war und mit dessen Trainer Oettli in Winterthur noch bis 1974 zusammenspielte. In Gossau blieb Oettli bis zum Abstieg des Vereins 1978 und wechselte danach zum Ligakonkurrenten FC Frauenfeld, für die er noch fünf Saisons spielte.
Später war Oettli als Trainer von verschiedenen Amateurvereinen in der Region Winterthur tätig, wie der FC Seuzach, der FC Wiesendangen und der FC Embrach.